# Château de la Chesnée
Le château de la Chesnée est une ancienne demeure fortifiée, du XVe siècle, restaurée en 1866, qui se dresse sur le territoire de la commune française de Rauville-la-Bigot, dans le département de la Manche, en région Normandie.

## Localisation
Le château est situé à l'écart du bourg, à 1,2 kilomètre au sud de l'église Notre-Dame de Rauville-la-Bigot, dans le département français de la Manche.

## Historique
La Chesnée n'a, à priori, jamais été vendue depuis au moins le XVIe siècle, et s'est transmise de génération en génération, soit par échange, mariage ou succession.
Un Martin Simon ou Symon, sieur de Virandeville, anobli en 1550, est en possession de la Chesnée. Son petit-fils, Guillaume Simon, écuyer, sieur de la Hougue et de la Chesnée, épouse en secondes noces Renée Bazan. En 1613, François Simon, sieur de la Chesnée, obtient l'érection de la Chesnée en fief.
En 1779, Pierre-Jean-Désiré Lucas de Saint-Luc, écuyer, seigneur de Couville et de la Chesnée, épouse Marie-Suzanne-Louise Le Mouton du Manoir. Auguste-Méderic-Louis Lucas de Saint-Luc (1785-1850), châtelain de la Chesnée, épousa Marie-Amélie de Maupeou d'Ableiges (1795-1873).
En 1866, Jules Le Marchand restaure la demeure. Au début du XXe siècle, Raymond Le Marchand (1859-1932), maire de Rauville-la-Bigot de 1887 à 1909, est en possession du château.

## Description
Les logis qui bordaient la cour sur trois côtés, en partis détruits, ont été remaniés ou reconstruits au XVIe siècle et restaurés vers 1866. L'ensemble est cerné par les restes d'une enceinte quadrangulaire flanqué de tours d'angle, dont trois sont conservées. L'une d'elle est percée de meurtrières fermées d'une pierre demi-cylindrique qui tourne sur un pivot vertical. Le gros donjon s'est écroulé et a été rasé au XIXe siècle.
À l'intérieur, on peut voir des cheminées sculptées et à l'extérieur, les baies également sculptées. Le gros donjon et une grande partie des bâtiments ont aujourd'hui disparu.
Sur la façade de la maison manable on peut voir les armes bûchées de la famille Simon : « d'azur à la croix d'argent chargée de cinq croissants de gueules et cantonnée de quatre cygnes d'argent ». On retrouve ses armes au-dessus d'une porte en accolade.
Au-dessus de la porte d'entrée des armoiries rappellent le mariage en 1853 de Jules Le Marchand, de Vernon (1826-1886) : « d'azur à une bande d'or accompagnée en chef de deux mouchetures d'argent et en pointe de deux molettes d'argent couronnées de même » et de Marie-Marthe-Charlotte Lucas de Couville (1830-1899) : « de gueules à trois chevrons d'argent ».
Sur les corbeaux de la cheminée Renaissance se voient les armoiries de la famille Le Mouton : « d'argent à trois bourses ou gibecières de sable garnies d'or» et de la famille de Maupeou : « d'argent au porc-épic de sable ». Sur la plaque de cheminée on peut voir des blasons doubles surmontés d'une couronne de marquis, figurant les armes de Raymond Le Marchand (1859-1932), marié en 1885 à, Octavie de Fayet : « d'azur à la fasce de sable bordée d'or surchargée d'une coquille d'argent et de deux étoiles du second ; la fasce accompagnée en chef d'un lévrier courant d'argent colleté de gueules, et en pointe de trois losanges d'or rangés en fasce » (1865-1957).
Des pièces d'orfèvrerie portent le blason de la famille Le Pesant de Boisguilbert : « d'azur à un chevron accompagné en chef de eux têtes de lion arrachées et un pointe d'un cœur, le tout d'or ».

## Possesseurs successifs
- Famille Simon (jusqu'en 1673)
- Famille Mesnil-Eury (1673-1775)
- Famille Lucas de Couville (1775-1853)
- Famille Le Marchand (1853-1922)
  - Raymond Le Marchand
- Famille Le Pesant de Boisguilbert (depuis 1922)